# 浪叶花椒
浪叶花椒（学名：Zanthoxylum undulatifolium）为芸香科花椒属下的一个种。

## 扩展阅读
- 維基物種上的相關：浪叶花椒